# Schistophleps simillima
Schistophleps simillima är en fjärilsart som beskrevs av Rothschild 1913. Schistophleps simillima ingår i släktet Schistophleps och familjen björnspinnare. Inga underarter finns listade.